# 毒枭帝国
《毒枭帝国》（英語：Cartel Land）是一部的有關墨西哥毒品戰爭的纪录片，由馬修·海尼曼导演执导，内容主要关于墨西哥毒品戰爭中抗击毒枭的民间自卫组织（vigilante groups）。主人公为亚利桑那州边境侦察兵领导人蒂姆·“能手”·福利和墨西哥米却肯州民兵领导何塞·曼纽尔·米雷莱斯医生。
该片获得2015年乔治·波尔卡新闻奖的纪录片奖，亦入圍第88屆奥斯卡最佳纪录片奖。

## 參註
1. ↑  . British Board of Film Classification. 2015-08-10  [2015-08-11]. （原始内容存档于2019-02-08）.
2. ↑  . Box Office Mojo. Internet Movie Database.   [2015-07-27]. （原始内容存档于2019-02-04）.

## 外部連結
- 官方网站
- 互联网电影数据库（IMDb）上《Cartel Land》的资料（英文）
- Box Office Mojo上《Cartel Land》的資料（英文）
- 爛番茄上《Cartel Land》的資料（英文）
- Metacritic上《Cartel Land》的資料（英文）